# Where the Dead Go to Die
Where the Dead Go to Die è un film d'animazione indipendente per adulti del 2012, scritto, prodotto, diretto e animato dall'autore Americano James Creamer, in arte ScreamerClauz. Il film è divenuto fin da subito oggetto di culto fra gli appassionati del cinema estremo e underground.

## Trama
La Trama si divide in tre segmenti originariamente non collegati fra loro, tutti però condividono lo stesso tema: perdita dell'innocenza, sesso e satanismo; tutti e tre i protagonisti subiscono traumi e violenze in età puberale e vivono esperienze allucinogene ed estreme accompagnati da delle figure conosciute come Uomini Ombra che qui rappresentano solo degli spettatori incontentabili.

### Capitolo 1: Tainted Milk (Latte Infetto)
Una coppia in crisi è in attesa del secondo figlio ormai prossimo alla nascita, tutte le frustrazioni accumulate dalla loro vita coniugale le sfogano nel sesso e contro il loro primogenito Tommy; quest'ultimo viene a sua volta manipolato da due esseri inumani, un cane oscuro e una donna imprigionata in fondo a un pozzo che si autodefiniscono messaggeri di Dio, che lo convinceranno ad uccidere i propri genitori e a perdere la verginità. La figura oscura prende qui la forma di un cane di nome Labby.

### Capitolo 2: Liquid Memories (Memorie Liquide)
Un assassino seriale e dipendente da sostanze psicoattive, conosciuto semplicemente come The Man (Brandon Slagle), uccide le sue vittime in una chiesa e ne estrae il liquido cerebrale in cui sono contenuti i loro ricordi per poi iniettarselo; dopo aver eseguito la stessa procedura su una prostituta sopravvissuta all'attacco di un veterano del Vietnam impazzito, finisce in un turbine di memorie confusionarie dove passato, presente e personalità si fondono lasciandolo confuso, disorientato e con solo la possibilità di uccidersi per trovare la pace. La figura nera prende diverse forme, fra cui delle creature sorridenti e di nuovo quella di Labby.

### Capitolo 3: The Mask That the Monsters Wear (La maschera che i mostri indossano)
Ralph convive con il feto morto del fratello mai nato collegato alla testa con cui condivide il 10% del cervello, quando entra in stato dormiente o si rilassa eccessivamente, questo si confonde provocandogli crisi epilettiche e allucinazioni; anche se ci sarebbe un modo per farlo sopravvivere rimuovendo il cancro, la madre religiosa non permette l'operazione convinta che l'essere sia vivo e senziente per volontà di Dio. Dalle continue angherie da parte dei genitori che lo incolpano dello stato del fratello, Ralph riesce a trovare una via di fuga nel disegno e nell'amore corrisposto della sua compagna di classe Sophia, vittima di abusi da parte del padre redneck che ne spaccia in giro le VHS pedopornografiche per pagarsi le bollette della fattoria. Dopo essere stato corrotto, picchiato e sfruttato, il giovane chiede aiuto alle due entità amiche: un angelo con le ali insanguinate che vive in fondo a un pozzo e un cane oscuro di nome Labby che lo indirizzano a salvare la propria amata; dopo aver ucciso suo padre - cliente pagante della fattoria, quindi un pedofilo - sua madre e tutta la famiglia di Sophia, tagliando inoltre le gambe ad un vecchio veterano, decide di rimuoversi il cancro a mani nude dalla testa non riuscendoci. 

### Epilogo
Nel finale Ralph cerca conforto fra le braccia dell'angelo ma questo non è più in grado di sentirlo, al suo posto vi è una figura oscura con la faccia deturpata (già comparsa in Liquid Memories), chiamata "The Monk", che gli spiegherà la differenza fra "amore" e "ossessione" rivelando poi la sua vera identità. Il film termina con un fermo immagine raffigurante Tommy, Sophia e Ralph seduti davanti al pozzo con le loro versioni adulte alle spalle: l'assassino inchiodato ad una croce (Tommy), la prostituta impiccata (Sophia) e The Monk (Ralph).

## Produzione
James Creamer non aveva alcuna capacità o istruzione audiovisiva alle spalle, per realizzarlo passò diverse ore sul web a vedere tutorial su come utilizzare i software: 3D Maya, Adobe Premiere e la DAW musicali, e le basi di fotografia e inquadratura che utilizzò per realizzare il suo primo cortometraggio chiamato Reality Bleed-Through: un prodotto estremamente frustrante da realizzare ma che ha avuto grande impatto sul segmanto Tainted Milk. In un tutorial da lui seguito veniva utilizzato il Microsoft Kinect per spiegare le basi del Motion Capture, James però lo utilizzò davvero per realizzare alcune movenze nel film. ScreamerClauz ha attribuito il merito al suo quotidiano uso di marijuana e alle sue precedenti esperienze con funghi psilocibina e LSD per le immagini che hanno portato al successo del film, mentre l'ispirazione per la storia è venuta dal film Torna a casa, Lassie!, dalle teorie sul complotto Alieno, agli spaventosi film religiosi degli anni '50 e ad un sogno sul Diavolo avuto dopo una sorta di overdose da melatonina.
Inizialmente il film doveva essere una Graphic Novel parodia nera di Lassie dal titolo The Night Labby Came Home, incentrato sulla storia di tre bambini che cadono in un pozzo dove vive una signora che li obbliga a fare cattive azioni, ma dopo aver finito metà fumetto si rese conto che poteva funzionare meglio se animata, così iniziò a lavorare ai vari segmenti acquistando modelli dal plug-in Interposer di Cinema 4D per poi animarli sfruttando anche il software di montaggio Adobe Premiere Pro. Ha riscritto la sceneggiatura diverse volte prima di assumere gli attori Ruby LaRocca, Joshua Michael Greene, Victor Bonacore e Joey Smack per poi dirgli di "esagerare" all'inverosimile ogni intenzione vocale, poi ha incluso su ogni traccia risate e altri effetti sonori che andassero a storpiare ancora di più il risultato finale. Dopo la prima modifica, si rese conto di quanto fossero scoraggianti i modelli e l'animazione, così modificò l'intera colonna sonora, compresi i dialoghi, realizzando "uno strano equilibrio biopolare" nel mix. L'animazione doveva essere rilasciata come serie web .
Finito il primo segmento decise di cambiare totalmente il tono della pellicola rendendola un vero e proprio horror psichedelico incentrato su temi particolarmente seri e pesanti: dopo aver riscritto il finale di Tainted Milk, in Liquid Memories riutilizzò gli stessi attori per la parte vocale, con l'aggiunta di Brandon Slagle nella parte di The Man, per affrontare il tema della religione. Questi primi due segmenti rappresentano la prima versione del film, venne infatti presentata a molti festival del cinema che però rifiutarono di proiettarlo, finché non raggiunse la Dark Carnival Film Festival che invece non solo lo approvò ma gli permise di essere valutato da una giuria professionale. Stephen Biro, fondatore della Unearthed Films, dopo averlo visionato chiese a James di aumentarne la durata inserendo un terzo segmento così da poterlo distribuire per il mercato Home Video: James Creamer iniziò il progetto con alcune sequenze di prova da lui doppiate; fra gli attori contattati per prendere parte al nuovo capitolo vi sono Linnea Quigley e Trent Haaga, rispettivamente una famosa Scream Queen americana e uno degli attori e sceneggiatori di punta della Troma, che interpretano i rispettivi ruoli della madre di Sophia e il padre di Ralph nel segmento The Mask That the Monsters Wear. Al termine dei lavori presentò il lungometraggio re-intitolato Where the Dead go to Die.

## Distribuzione e critica
Il film venne rilasciato direttamente in DVD e Blu-Ray ottenendo anche un buon riscontro di pubblico e critica. La critica lodò l'idea e la dedizione ma criticò pesantemente il voice acting. 
Il film è stato, anche qui in Italia, protagonista di diversi dibattiti e studi sul cinema di genere, in molte occasioni è stato omaggiato e considerato un vero capolavoro del cinema underground moderno. Molti recensori sul web considerano il terzo segmento il più riuscito, essendo molto più lineare, coerente e superiore, in termini di animazioni e scrittura, ai primi due, mentre Tainted Milk è stato criticato come estremamente gratuito e fine a sé stesso.